# Candiolo
Candiolo is een gemeente in de Italiaanse provincie Turijn (regio Piëmont) en telt 5385 inwoners (31-12-2004). De oppervlakte bedraagt 11,9 km², de bevolkingsdichtheid is 453 inwoners per km².

## Demografie
Candiolo telt ongeveer 2066 huishoudens. Het aantal inwoners steeg in de periode 1991-2001 met 15,8% volgens cijfers uit de tienjaarlijkse volkstellingen van ISTAT.
| Jaar | Inwoneraantal |
| ---- | ------------- |
| 1991 | 4417          |
| 2001 | 5113          |

## Geografie
Candiolo grenst aan de volgende gemeenten: Orbassano, Nichelino, None, Vinovo, Piobesi Torinese.

## Externe link

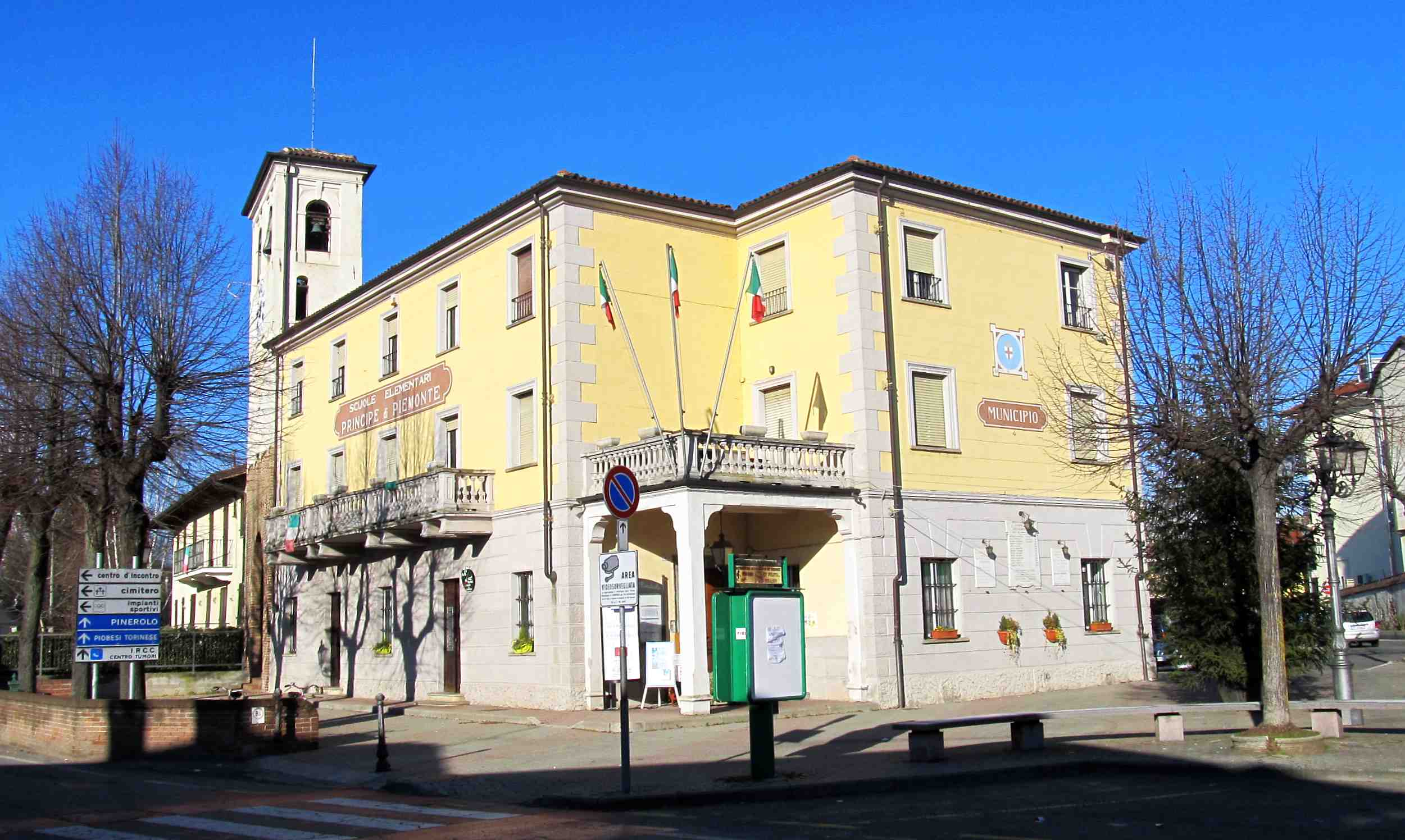
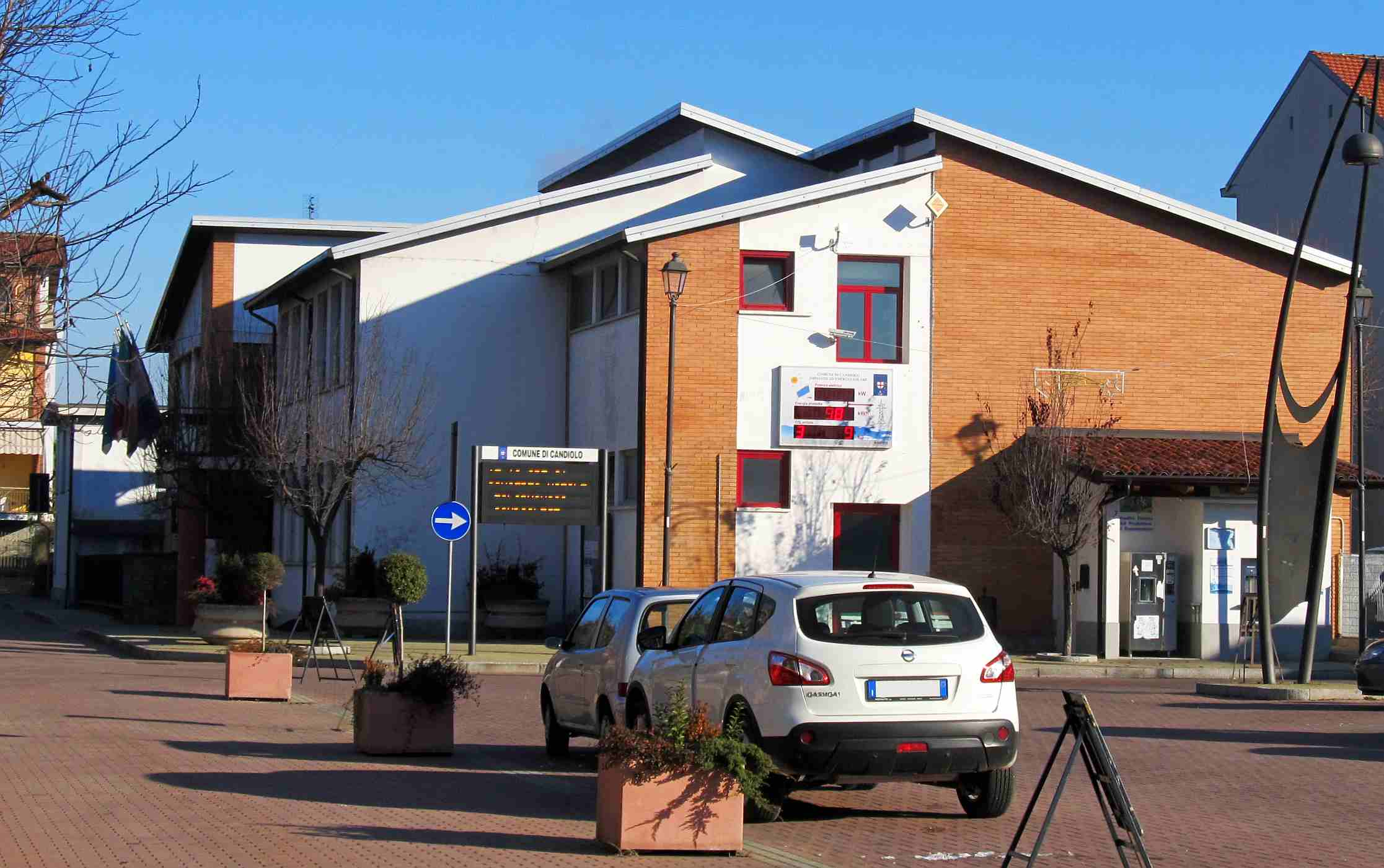